# Tiakané
Tiakané est une commune rurale située dans le département de Pô de la province du Nahouri dans la région du Centre-Sud au Burkina Faso.

## Géographie
Tiakané est situé à 6 km à l'Ouest du centre-ville de Pô. La commune est traversée par la route régionale 15.

## Santé et éducation
Tiakané accueille un centre de santé et de promotion sociale (CSPS) tandis que le centre médical (CMA) le plus proche se trouve à Pô.